# Krystyna Kuta
Krystyna Kuta (geb. Chmarzyńska; * 21. September 1967) ist eine polnische Marathonläuferin.
1990 wurde sie als Gesamtsiegerin des Dębno-Marathons polnische Meisterin. 1994 wurde sie Neunte beim Berlin-Marathon, und 1997 Dritte beim Hamburg- und Zweite beim Köln-Marathon. 1999 gewann sie den Dębno- und den Palermo-Marathon. Einem sechsten Platz beim Hamburg-Marathon 2000 folgte 2003 ein Sieg beim Posen-Marathon. 2005 wurde sie in Posen Zweite, und 2007 gewann sie den Münster- und den Dresden-Marathon. 2009 siegte sie beim Küstenmarathon.
Krystyna Kuta startet für den Verein GKS Olimpia Grudziądz.

## Persönliche Bestzeiten
- Halbmarathon: 1:14:29 h, 27. August 1994, Brzeszcze
- Marathon: 2:32:22 h, 27. April 1997, Hamburg